# بير هيس
بير هيس (بالنرويجية البوكمول: Per Hess)‏ هو رسام وفنان نرويجي، ولد في 20 يناير 1946.

## وصلات خارجية
- الموقع الرسمي